# Holly Barratt
Pour les articles homonymes, voir Barratt.
Holly Barratt, née le 1er janvier 1988, est une nageuse australienne, spécialisée en 4 nages.

## Biographie
Nageuse toute son adolescence, elle arrête la natation à l'âge de 18 ans. À 24 ans, elle revient vers la natation mais en tant qu'entraîneuse. Quelques mois plus tard, elle recommence à nager et réussi à se qualifier pour les Championnats du monde de natation 2017 à Budapest, devenant alors la plus vieille nageuse de l'équipe nationale d'Australie,.
Elle remporte également l'argent du 50 m papillon et termine 4e du 50 m dos aux Jeux du Commonwealth de 2018 à Gold Coast.
Lors des Championnats du monde de natation en petit bassin 2018, elle remporte la médaille d'argent du 50 m papillon ainsi que la médaille de bronze du 50 m dos. Elle gagne également la médaille de bronze du 4 × 50 m nage libre féminin avec ses compatriotes Emily Seebohm, Minna Atherton et Carla Buchanan en 1 min 36 s 34.

## Palmarès

### Championnats du monde en grand bassin
- Championnats du monde 2017 à Budapest ( Hongrie) :
  -  médaille de bronze du 4 × 100 m 4 nages (participe uniquement aux séries)

### Championnats du monde en petit bassin
- Championnats du monde de natation en petit bassin 2018 à Hangzhou ( Chine) :
  -  médaille de bronze du 50 m papillon
  -  médaille de bronze du 50 m dos
  -  médaille de bronze du 4 × 50 m nage libre

### Jeux du Commonwealth
- Jeux du Commonwealth de 2018 à Gold Coast ( Australie) :
  -  médaille d'argent du 50 m papillon

### Universiade
- Universiade d'été de 2015 à Gwangju ( Corée du Sud) :
  -  médaille d'or du 50 m dos
  -  médaille de bronze du 50 m nage libre
  -  médaille de bronze du 50 m papillon